# Aziny (heterocyklické sloučeniny)

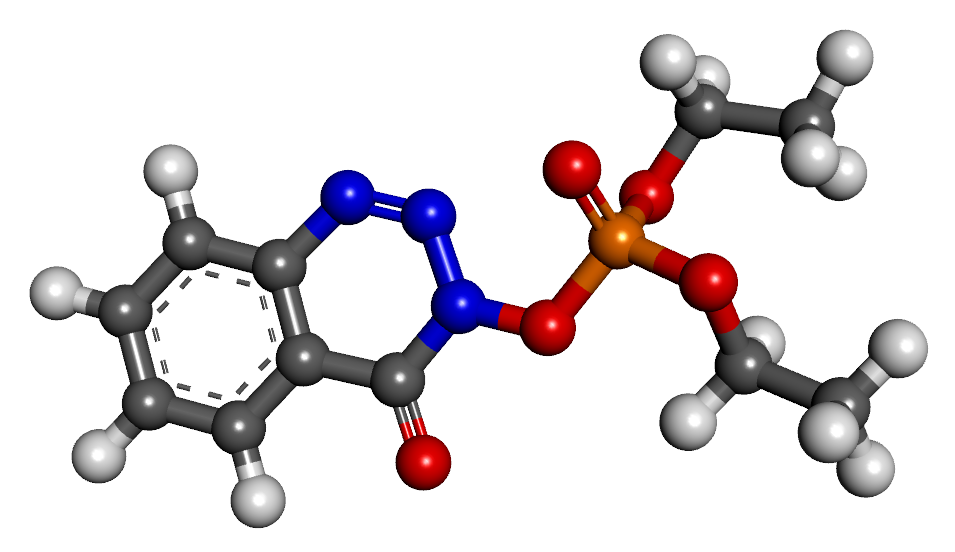
DEPBT

Aziny jsou skupina organických sloučenin s šestičlennými aromatickými heterocykly. Skládají se z benzenového jádra, v němž je jedna nebo více skupin C-H nahrazena isolobálním atomem dusíku. Na tento základ mohou být připojeny další funkční skupiny.

## Rozdělení
- Šestičlenné cykly s jedním atomem dusíku: pyridiny
- Šestičlenné cykly s dvěma atomy dusíku: diaziny
- Šestičlenné cykly s třemi atomy dusíku: triaziny
- Šestičlenné cykly se čtyřmi atomy dusíku: tetraziny
- Šestičlenné cykly s pěti atomy dusíku: pentaziny
- Šestičlenný cyklus s šesti atomy dusíku: hexazin